# 4400 – Die Rückkehrer/Episodenliste
Diese Episodenliste enthält alle Episoden der US-amerikanischen Mystery- und Science-Fiction-Fernsehserie 4400 – Die Rückkehrer, sortiert nach der US-amerikanischen Erstausstrahlung. Die Serie umfasst vier Staffeln mit insgesamt 44 Episoden mit einer Länge von jeweils etwa 40 Minuten.

## Übersicht
| Staffel | Episodenanzahl | Erstausstrahlung USA | Erstausstrahlung USA | Deutschsprachige Erstausstrahlung | Deutschsprachige Erstausstrahlung |
| Staffel | Episodenanzahl | Staffelpremiere      | Staffelfinale        | Staffelpremiere                   | Staffelfinale                     |
| ------- | -------------- | -------------------- | -------------------- | --------------------------------- | --------------------------------- |
| 1       | 5              | 11. Juli 2004        | 8. August 2004       | 3. Februar 2005                   | 2005                              |
| 2       | 13             | 5. Juni 2005         | 28. August 2005      | 5. Oktober 2005                   | 2005                              |
| 3       | 13             | 11. Juni 2006        | 27. August 2006      | 13. Dezember 2006                 | 14. März 2007                     |
| 4       | 13             | 17. Juni 2007        | 16. September 2007   | 29. November 2007                 | 21. Februar 2008                  |

## Staffel 1
Die Erstausstrahlung der ersten Staffel war vom 11. Juli bis zum 8. August 2004 auf dem US-amerikanischen Kabelsender USA Network zu sehen. Die deutschsprachige Erstausstrahlung sendete der Pay-TV-Sender Premiere Film ab dem 3. Februar 2005.
| Nr. (ges.) | Nr. (St.) | Deutscher Titel                         | Originaltitel                       | Erstausstrahlung USA | Deutschsprachige Erstausstrahlung (D) | Regie          | Drehbuch                       |
| ---------- | --------- | --------------------------------------- | ----------------------------------- | -------------------- | ------------------------------------- | -------------- | ------------------------------ |
| 1          | 1         | Die Rückkehr                            | Pilot                               | 11. Juli 2004        | 3. Feb. 2005                          | Yves Simoneau  | Scott Peters & René Echevarria |
| 2          | 2         | Der neue und verbesserte Carl Morrissey | The New and Improved Carl Morrissey | 18. Juli 2004        | 2005                                  | Helen Shaver   | Ira Steven Behr                |
| 3          | 3         | Empfängnis                              | Becoming                            | 25. Juli 2004        | 2005                                  | David Straiton | Craig Sweeny                   |
| 4          | 4         | Feuerprüfung                            | Trial By Fire                       | 1. Aug. 2004         | 2005                                  | Nick Gomez     | Robert Hewitt Wolfe            |
| 5          | 5         | Das weiße Licht                         | White Light                         | 8. Aug. 2004         | 2005                                  | Tim Hunter     | Scott Peters                   |

## Staffel 2
Die Erstausstrahlung der zweiten Staffel war vom 5. Juni bis zum 28. August 2005 auf dem US-amerikanischen Kabelsender USA Network zu sehen. Die deutschsprachige Erstausstrahlung sendete der Pay-TV-Sender Premiere Film ab dem 5. Oktober 2005.
| Nr. (ges.) | Nr. (St.) | Deutscher Titel      | Originaltitel         | Erstausstrahlung USA | Deutschsprachige Erstausstrahlung (D) | Regie              | Drehbuch                       |
| ---------- | --------- | -------------------- | --------------------- | -------------------- | ------------------------------------- | ------------------ | ------------------------------ |
| 6          | 1         | Der Weckruf – Teil 1 | Wake Up Call (1)      | 5. Juni 2005         | 5. Okt. 2005                          | Leslie Libman      | Ira Steven Behr & Craig Sweeny |
| 7          | 2         | Der Weckruf – Teil 2 | Wake Up Call (2)      | 5. Juni 2005         | 2005                                  | Leslie Libman      | Ira Steven Behr & Craig Sweeny |
| 8          | 3         | Das zweite Gesicht   | Voices Carry          | 12. Juni 2005        | 2005                                  | Vincent Misiano    | Lisa Melamed                   |
| 9          | 4         | Bis auf die Knochen  | Weight of the World   | 19. Juni 2005        | 2005                                  | Oz Scott           | Scott Peters                   |
| 10         | 5         | Alles für die Kinder | Suffer the Children   | 26. Juni 2005        | 2005                                  | Vincent Misiano    | Frederick Rappaport            |
| 11         | 6         | Wer erschoss J.C.?   | As Fate Would Have It | 10. Juli 2005        | 2005                                  | Nick Gomez         | Craig Sweeny                   |
| 12         | 7         | Die Tür              | Life Interrupted      | 17. Juli 2005        | 2005                                  | Michael W. Watkins | Ira Steven Behr                |
| 13         | 8         | Todesengel           | Carrier               | 24. Juli 2005        | 2005                                  | Leslie Libman      | Douglas Petrie                 |
| 14         | 9         | Wiedergeburt         | Rebirth               | 31. Juli 2005        | 2005                                  | Milan Cheylov      | Lisa Melamed                   |
| 15         | 10        | Verborgen            | Hidden                | 7. Aug. 2005         | 2005                                  | Vincent Misiano    | Frederick Rappaport            |
| 16         | 11        | Aggressionen         | Lockdown              | 14. Aug. 2005        | 2005                                  | Douglas Petrie     | Douglas Petrie                 |
| 17         | 12        | Quarantäne           | The Fifth Page        | 21. Aug. 2005        | 2005                                  | Scott Peters       | Ira Steven Behr & Craig Sweeny |
| 18         | 13        | Das Serum            | Mommy’s Bosses        | 28. Aug. 2005        | 2005                                  | John Behring       | Ira Steven Behr & Craig Sweeny |

## Staffel 3
Die Erstausstrahlung der dritten Staffel war vom 4. Juni bis zum 27. August 2006 auf dem US-amerikanischen Kabelsender USA Network zu sehen. Die deutschsprachige Erstausstrahlung sendete der Pay-TV-Sender Premiere Serie vom 13. Dezember 2006 bis zum 14. März 2007.
| Nr. (ges.) | Nr. (St.) | Deutscher Titel          | Originaltitel                   | Erstausstrahlung USA | Deutschsprachige Erstausstrahlung (D) | Regie                       | Drehbuch                                                       |
| ---------- | --------- | ------------------------ | ------------------------------- | -------------------- | ------------------------------------- | --------------------------- | -------------------------------------------------------------- |
| 19         | 1         | Die neue Welt – Teil 1   | The New World (1)               | 11. Juni 2006        | 13. Dez. 2006                         | Vincent Misiano             | Ira Steven Behr & Frederick Rappaport                          |
| 20         | 2         | Die neue Welt – Teil 2   | The New World (2)               | 11. Juni 2006        | 20. Dez. 2006                         | Vincent Misiano             | Ira Steven Behr & Craig Sweeny                                 |
| 21         | 3         | Wer ist Tom Baldwin?     | Being Tom Baldwin               | 18. Juni 2006        | 3. Jan. 2007                          | Colin Bucksey               | Shintaro Shimosawa & James Morris                              |
| 22         | 4         | Verschwunden – Teil 1    | Gone (1)                        | 25. Juni 2006        | 10. Jan. 2007                         | Morgan Beggs                | Bruce Miller                                                   |
| 23         | 5         | Verschwunden – Teil 2    | Gone (2)                        | 2. Juli 2006         | 17. Jan. 2007                         | Morgan Beggs & Scott Peters | Bruce Miller & Darcy Meyers                                    |
| 24         | 6         | Isabelles Rache          | Graduation Day                  | 9. Juli 2006         | 24. Jan. 2007                         | Aaron Lipstadt              | Craig Sweeny                                                   |
| 25         | 7         | Verrat                   | The Home Front                  | 16. Juli 2006        | 31. Jan. 2007                         | Nick Copus                  | Ira Steven Behr & Craig Sweeny                                 |
| 26         | 8         | Das Halluzinogen         | Blink                           | 23. Juli 2006        | 7. Feb. 2007                          | Colin Bucksey               | Amy Berg & Andre Colville                                      |
| 27         | 9         | Der Rockstar             | The Ballad of Kevin and Tess    | 30. Juli 2006        | 14. Feb. 2007                         | Scott Peters                | Ira Steven Behr & Craig Sweeny                                 |
| 28         | 10        | Die Starzl Mutation      | The Starzl Mutation             | 6. Aug. 2006         | 21. Feb. 2007                         | Allison Liddi               | Amy Berg & Craig Sweeny                                        |
| 29         | 11        | Der Prediger             | The Gospel According to Collier | 13. Aug. 2006        | 28. Feb. 2007                         | Frederick E.O. Toye         | Handlung: Adam Levy Schauspiel: Ira Steven Behr & Craig Sweeny |
| 30         | 12        | Der Verdacht             | Terrible Swift Sword            | 20. Aug. 2006        | 7. März 2007                          | Scott Peters                | Bruce Miller & Ira Steven Behr                                 |
| 31         | 13        | Auf des Messers Schneide | Fifty-Fifty                     | 27. Aug. 2006        | 14. März 2007                         | Nick Copus                  | Ira Steven Behr & Craig Sweeny                                 |

## Staffel 4
Die Erstausstrahlung der vierten Staffel war vom 17. Juni bis zum 16. September 2007 auf dem US-amerikanischen Kabelsender USA Network zu sehen. Die deutschsprachige Erstausstrahlung sendete der Pay-TV-Sender Premiere Serie vom 29. November 2007 bis zum 21. Februar 2008.
| Nr. (ges.) | Nr. (St.) | Deutscher Titel              | Originaltitel                       | Erstausstrahlung USA | Deutschsprachige Erstausstrahlung (D) | Regie            | Drehbuch                        |
| ---------- | --------- | ---------------------------- | ----------------------------------- | -------------------- | ------------------------------------- | ---------------- | ------------------------------- |
| 32         | 1         | Grahams Zorn                 | The Wrath of Graham                 | 17. Juni 2007        | 29. Nov. 2007                         | Ernest Dickerson | Ira Steven Behr & Craig Sweeny  |
| 33         | 2         | Angst                        | Fear Itself                         | 24. Juni 2007        | 6. Dez. 2007                          | Nick Copus       | Amy Berg & Andrew Colville      |
| 34         | 3         | Das zweite Leben             | Audrey Parker´s Come and Gone       | 1. Juli 2007         | 13. Dez. 2007                         | Colin Bucksey    | Nick Wauters                    |
| 35         | 4         | …und nichts als die Wahrheit | The Truth and Nothing But the Truth | 8. Juli 2007         | 20. Dez. 2007                         | Scott Peters     | Mark Kruger                     |
| 36         | 5         | Die Kolonie im Wald          | Try the Pie                         | 15. Juli 2007        | 3. Jan. 2008                          | Craig Ross, Jr.  | Michael Narducci                |
| 37         | 6         | Die Gezeichneten             | The Marked                          | 22. Juli 2007        | 10. Jan. 2008                         | Leslie Libman    | Craig Sweeny                    |
| 38         | 7         | Promcecity                   | Till We Have Built Jerusalem        | 29. Juli 2007        | 17. Jan. 2008                         | Scott Peters     | Robert Hewitt Wolfe             |
| 39         | 8         | No Exit                      | No Exit                             | 5. Aug. 2007         | 24. Jan. 2008                         | Tony Westman     | Adam Levy                       |
| 40         | 9         | Daddys Liebling              | Daddy’s Little Girl                 | 12. Aug. 2007        | 31. Jan. 2008                         | Nick Copus       | Ira Steven Behr & Amy Berg      |
| 41         | 10        | Einer von uns                | One of Us                           | 19. Aug. 2007        | 7. Feb. 2008                          | Scott Peters     | Michael Narducci & Craig Sweeny |
| 42         | 11        | Späte Rache                  | Ghost in the Machine                | 26. Aug. 2007        | 14. Feb. 2008                         | Morgan Beggs     | Frederick Rappaport             |
| 43         | 12        | Winzige Maschinen            | Tiny Machines                       | 9. Sep. 2007         | 21. Feb. 2008                         | Allison Liddi    | Ira Steven Behr & Craig Sweeny  |
| 44         | 13        | Ein großer Sprung nach vorn  | The Great Leap Forward              | 16. Sep. 2007        | 21. Feb. 2008                         | Scott Peters     | Ira Steven Behr & Craig Sweeny  |